# Kolovai
Kolovai – wieś na Tonga; na wyspie Tongatapu.